# Nova Venécia
Nova Venécia é um município brasileiro no estado do Espírito Santo, Região Sudeste do país. Localiza-se na região noroeste capixaba e ocupa uma área de cerca de 1 440 km², sendo que 13,5 km² estão em perímetro urbano. Sua população foi estimada em 50 751 habitantes em 2021. Nova Veneza, Nova Venézia ou simplesmente Nova Venécia, a cidade recebe esse nome por conta da sua formação por imigrantes italianos, onde muitos eram oriundos da região de Veneza, na Itália.

## História
A História de Nova Venécia pode ser dividida em três períodos. O primeiro (desde antes do século XVI até século XIX) abrange a pré-colonização do território, compreendendo a ocupação do mesmo por povos indígenas desde os tempos mais remotos, até a chegada dos colonizadores. O segundo (1870-1953) inicia-se a partir da colonização do território, com a fundação da Fazenda da Serra dos Aymorés (hoje Serra de Baixo) terminando com a emancipação política do distrito. Já o terceiro período (1954 até hoje) tem início com a instalação do novo município, o desenvolvimento da cidade e alcança até os dias atuais.
Ainda, com relação ao segundo período (1870-1953), pode-se estabelecer uma subdivisão em três fases distintas, a saber: 1ª Fase (1870-1888) – abrange o período da escravatura ou cativeiro destacando-se a fundação de grandes latifúndios na região e as lutas e resistências do povo africano. A 2ª Fase (1888-1922) – inicia-se com o fim da escravidão, destaca-se pela criação do Núcleo Colonial de Nova Venécia, o recebimento de inúmeras levas de imigrantes e migrantes, seguindo até o efetivo início da construção da Estrada de Ferro São Matheus. Já a 3ª Fase (1922-1953) percorre o desenvolvimento do núcleo urbano a partir da construção de grandes obras como a primeira ponte e a conclusão da Estrada de Ferro, a colonização das regiões de Guararema, Córrego Grande (hoje Vila Pavão) e Santo Antônio do XV, os conflitos advindos do Contestado entre Minas Gerais e Espírito Santo, até culminar com a efetiva emancipação política de Nova Venécia.
Em 1893, serra dos Aimorés foi elevada à sede de distrito do município de São Mateus. No ano seguinte, a sede do distrito foi transferida para a Vila Aimoreslândia, que, mais tarde, passou a ser conhecida por Nova Venécia, em razão do número de italianos residentes, vindo de Veneza.

## Geografia

### Relevo

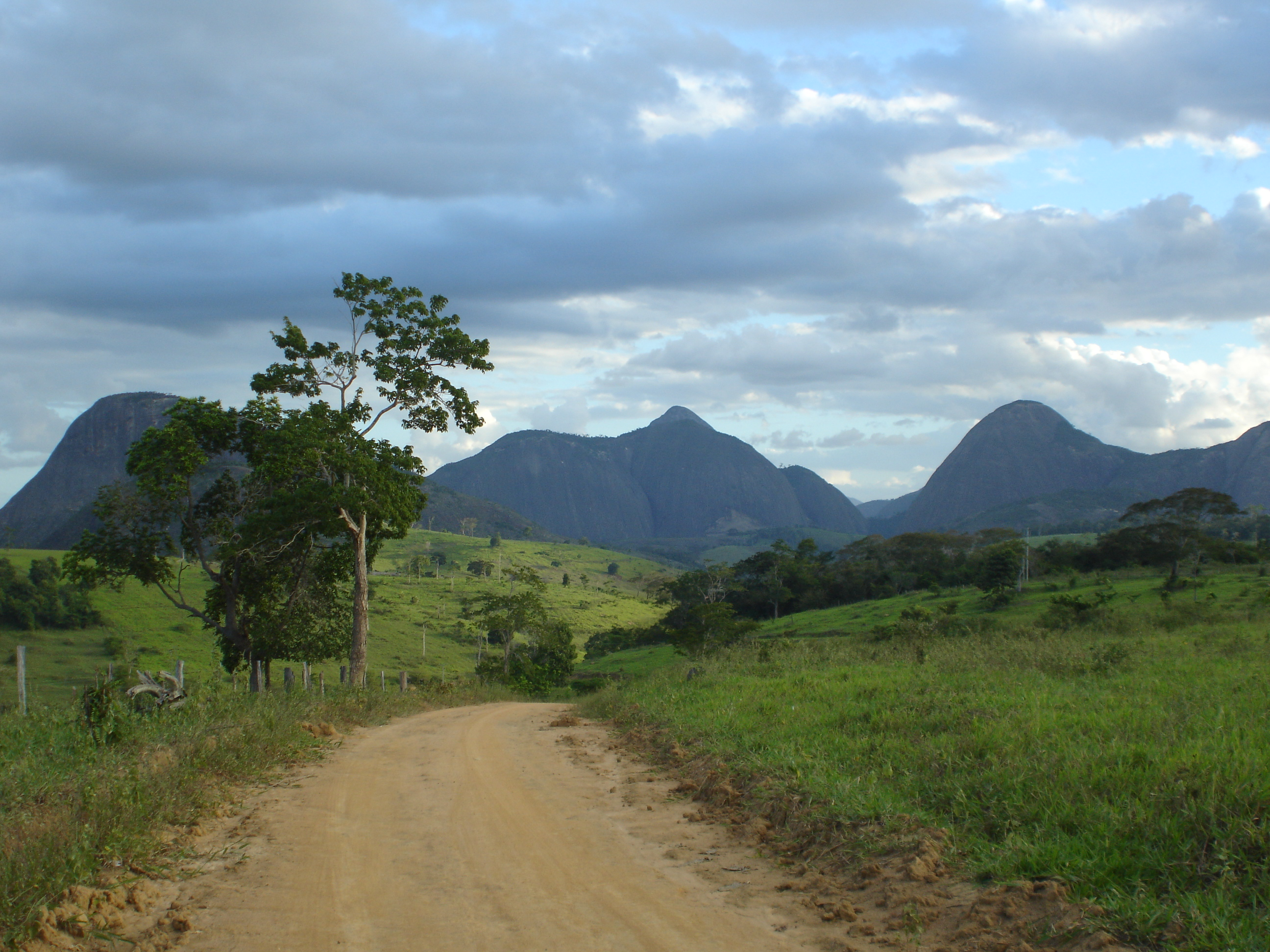
Formações rochosas no município

O município é muito montanhoso e possui imensas jazidas de granito, com beneficiamento próprio. Seu território está situado quase em sua totalidade sobre uma formação rochosa muito antiga, um escudo cristalino formado a cerca de 600 milhões de anos durante o período pré-cambriano, hoje bastante desgastado, formado pelo resfriamento do magma sob a superfície e posterior exteriorização pelos processos erosivos.
Apenas um pequeno trecho do município, na divisa com o município vizinho de São Mateus a leste, ocorre o início de uma bacia sedimentar. Em determinados locais do município, é possível extrair pedras preciosas como águas marinhas e esmeraldas. Devido à sua geologia, em Nova Venécia não há possibilidade de haver petróleo, como no caso de São Mateus. A formação montanhosa mais conhecida e cartão postal da cidade é a Pedra do Elefante, uma montanha de cerca de 604m de altitude.
A geologia do município é relativamente acidentada, com muitos morros e colinas, com poucas áreas planas. A cidade se desenvolveu principalmente ao longo do vale do rio Cricaré, mas também se estende para atrás de algumas colinas.
A vegetação nativa é de Mata Atlântica, que ocorre em trechos isolados, em geral ao pé das montanhas.

### Hidrografia
O rio Cricaré nasce na serra da Safira, em Minas Gerais. Possui uma extensão de 188 quilômetros, 104 deles no Espírito Santo. A pesca, juntamente com a agricultura e a exploração de minerais, como as rochas ornamentais são as principais atividades econômicas. Suas águas são verdes e calmas. Possui uma bela vegetação em sua margem e um belo visual ao entardecer.
Os afluentes mais importantes do Rio Cricaré são o Córrego do Garfo, o Córrego Paulista, o Córrego Todos os Santos, o gracioso Córrego Alegre e o Córrego da Rapadura, na margem esquerda. Na margem direita, Ribeirão de São Francisco, Córrego Perdida, Córrego Guararema, Rio Muniz Freire, Córrego Boa Esperança e Rio Preto.

### Clima

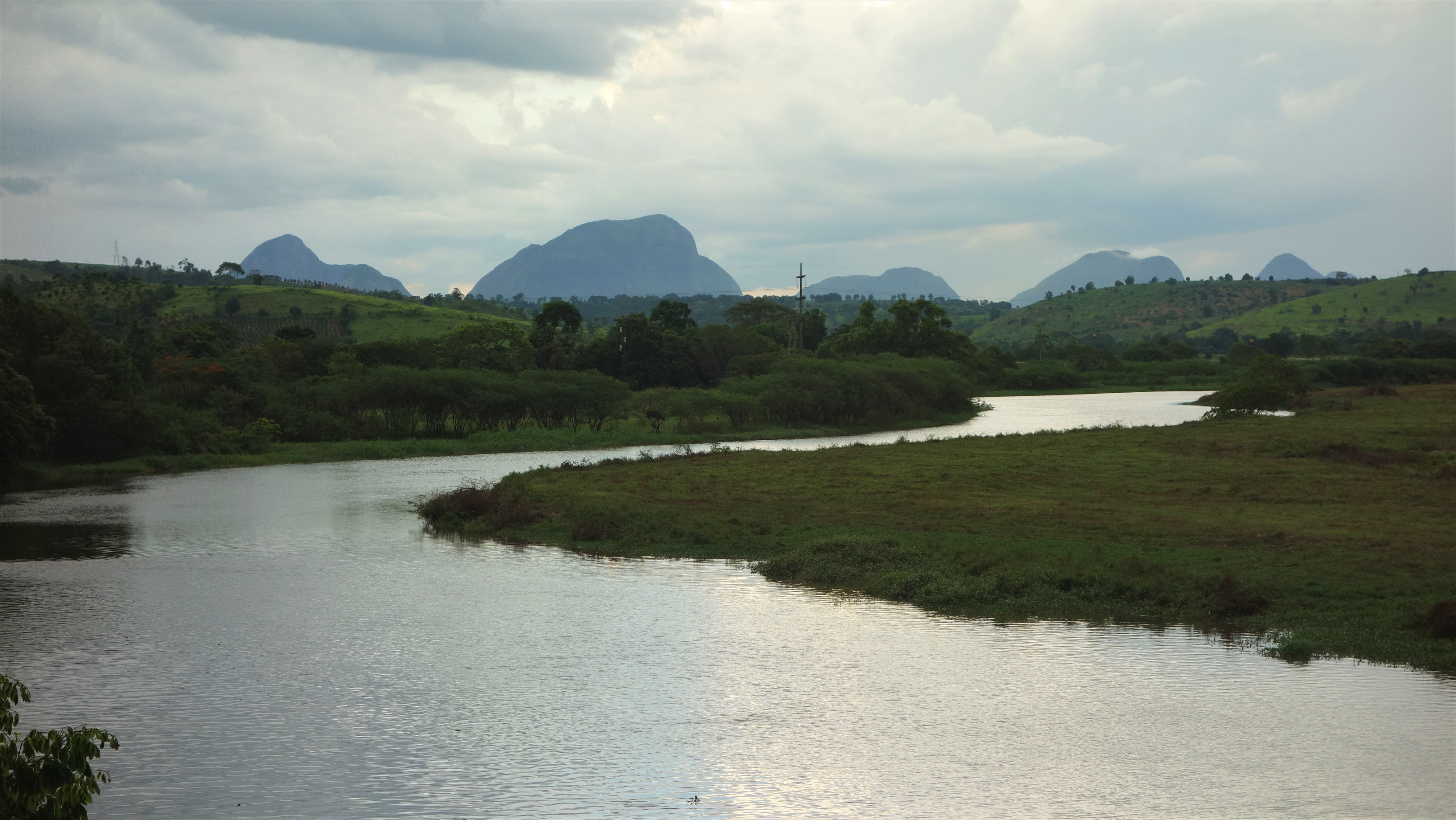
Rio Cricaré em Nova Venécia

Cidade de clima tropical, com temperaturas elevadas de novembro a março, e as chuvas ocorrem no mesmo período. Nos meses de janeiro e dezembro, as chuvas caem com maior intensidade, quando são acompanhadas de fortes raios e trovoadas. Segundo dados da estação meteorológica automática do Instituto Nacional de Meteorologia (INMET) no município, em operação desde junho de 2008, a menor temperatura registrada em Nova Venécia foi de 9,9 °C em 13 de junho de 2010 e a maior atingiu 40 °C em 2 de janeiro de 2016.
O maior acumulado de precipitação em 24 horas alcançou 165,4 milímetros (mm) em 19 de dezembro de 2022. Outros acumulados iguais ou superiores a 100 mm foram: 148,2 mm em 13 de março de 2011, 108,6 mm em 31 de outubro de 2009, 107,4 mm em 6 de dezembro de 2017 e 107 mm em 1 de março de 2010. A rajada de vento mais forte alcançou 24,9 m/s (89,6 km/h) em 12 de março de 2013 e o menor nível de umidade relativa do ar (URA) chegou a 13% em 5 de novembro de 2015.
| Dados climatológicos para Nova Venécia                                                           | Dados climatológicos para Nova Venécia | Dados climatológicos para Nova Venécia | Dados climatológicos para Nova Venécia | Dados climatológicos para Nova Venécia | Dados climatológicos para Nova Venécia | Dados climatológicos para Nova Venécia | Dados climatológicos para Nova Venécia | Dados climatológicos para Nova Venécia | Dados climatológicos para Nova Venécia | Dados climatológicos para Nova Venécia | Dados climatológicos para Nova Venécia | Dados climatológicos para Nova Venécia | Dados climatológicos para Nova Venécia |
| Mês                                                                                              | Jan                                    | Fev                                    | Mar                                    | Abr                                    | Mai                                    | Jun                                    | Jul                                    | Ago                                    | Set                                    | Out                                    | Nov                                    | Dez                                    | Ano                                    |
| ------------------------------------------------------------------------------------------------ | -------------------------------------- | -------------------------------------- | -------------------------------------- | -------------------------------------- | -------------------------------------- | -------------------------------------- | -------------------------------------- | -------------------------------------- | -------------------------------------- | -------------------------------------- | -------------------------------------- | -------------------------------------- | -------------------------------------- |
| Temperatura máxima recorde (°C)                                                                  | 40                                     | 38,8                                   | 38,8                                   | 37,4                                   | 36                                     | 38,5                                   | 34,3                                   | 35,7                                   | 39,6                                   | 39,2                                   | 39,3                                   | 37,8                                   | 40                                     |
| Temperatura mínima recorde (°C)                                                                  | 18,8                                   | 18,8                                   | 18                                     | 14,7                                   | 10,1                                   | 9,9                                    | 12,2                                   | 11,6                                   | 13,3                                   | 13                                     | 14,6                                   | 16,9                                   | 9,9                                    |
| Fonte: Instituto Nacional de Meteorologia (INMET) (recordes de temperatura: 21/06/2008-presente) |                                        |                                        |                                        |                                        |                                        |                                        |                                        |                                        |                                        |                                        |                                        |                                        |                                        |

## Demografia
Em 2022, a população era de 49.065 habitantes e a densidade demográfica era de 34,08 habitantes por quilômetro quadrado. Na comparação com outros municípios do estado, ficava na posição 12 de 78 de munícipio mais populoso. Em comparação ao norte do estado é o 4° munícipio com maior população residente, ocupando a mesma posição em relação também à area territorial.
| Área urbanizada [2019]             | 10,77 km²     |
| Área da unidade territorial [2022] | 1.439,571 km² |

## Subdivisões

### Distritos
| Distrito                | População |
| ----------------------- | --------- |
| Guararema               | 6300      |
| Nova Venécia            | 31800     |
| Rio Preto               | 900       |
| Santo Antônio do Quinze | 4100      |

### Bairros
Nova Venécia tem vários bairros. Entre eles temos: Aeroporto, Altoé, Bomfim, Margareth, Municipal I, Municipal II, Bethânia, Flora Park, Monte Castelo, Coqueiral, Diadema, Padre Giane, Vila Rúbia, São Cristóvão, Filomena, Dom José Dalvid, Bela Vista, Parque Residencial das Flores, Santa Luzia, Beira Rio, Cohab (Ascensão), São Francisco, Iolanda, Nossa Senhora de Fátima dentre outros.

## Transportes
Nova Venécia é interligada pelas Rodovias ES-130, ES-137, ES-220 e BR-381, todas asfaltadas e em ótimo estado de conservação, que conduzem a capital do Estado do Espírito Santo e ao Estado de Minas Gerais. Existe também um pequeno aeroporto municipal para pequenas aeronaves, situado no Bairro Aeroporto, que recebeu esse nome por causa desse aeroporto.
De 1929 à 1941, Nova Venécia foi a ponta terminal da Estrada de Ferro São Mateus, que cortava e atendia a região. Na época, a ferrovia de 68 km e bitola de 60 cm, tinha como função escoar a produção de madeira e café da região ao porto fluvial de São Mateus, além do transporte local de passageiros, quando Nova Venécia ainda era um núcleo pertencente à atual cidade vizinha.
Obteve vida curta, sendo desativada e erradicada no ano de 1941, tendo seus trilhos e materiais vendidos pelo Governo Estadual. O seu antigo leito ferroviário deu lugar à atual rodovia ES-381 (trecho inicial da BR-381).

## Cultura e lazer

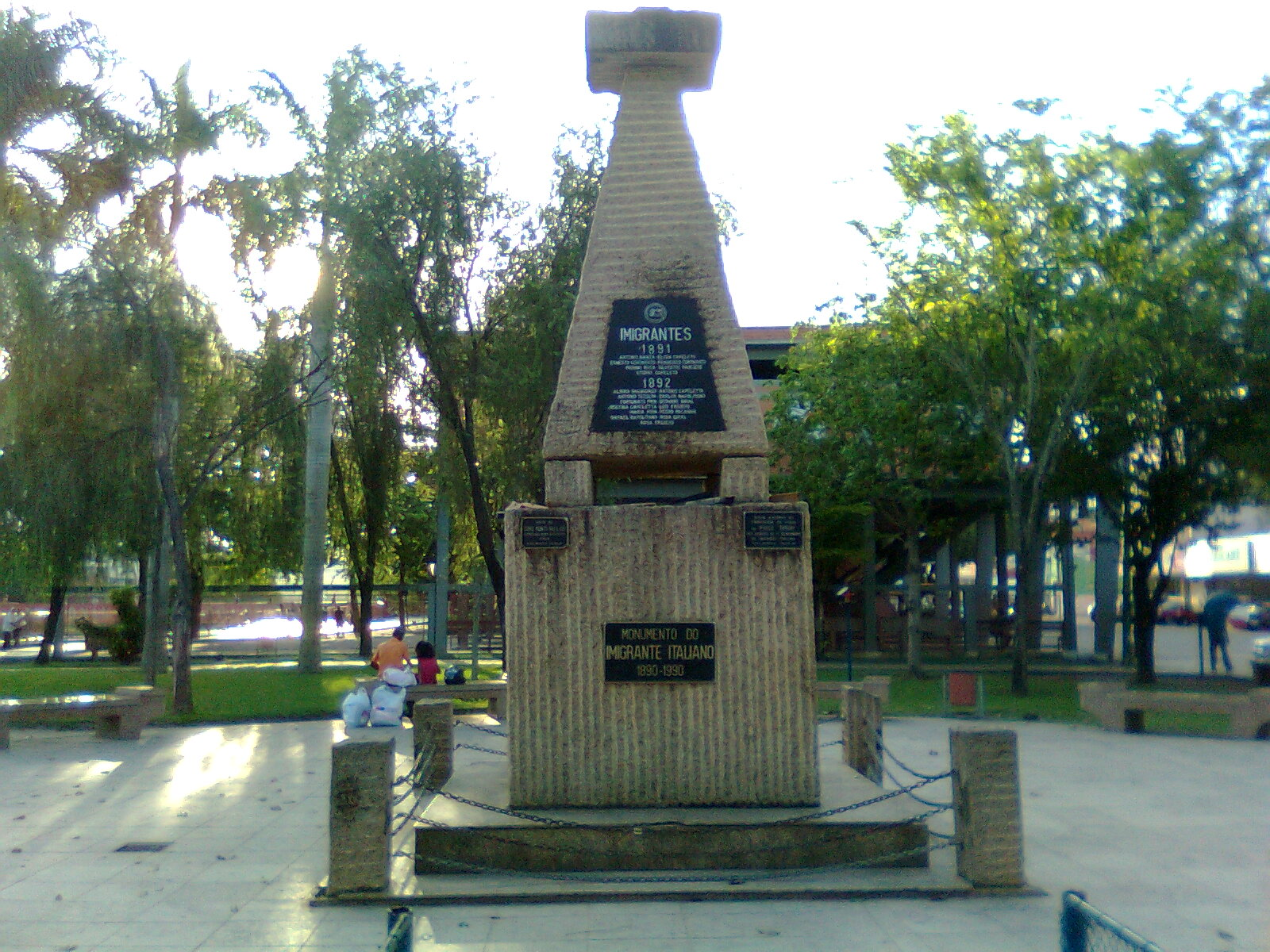
Monumento ao Imigrante Italiano

Situado próximo ao Pórtico de entrada do município, na Praça do Imigrante, temos o Monumento em homenagem ao Imigrante Italiano, inaugurado em 1990, construído em comemoração aos Centenário de Colonização da cidade. A primeira impressão demonstra que Nova Veneza é uma cidade italiana onde os costumes dos antepassados vindos da Itália sobrevivem ao tempo. Recebeu próximo à sua inauguração a visita do Coro Monti Pallidi  e também de forma histórica o embaixador da Itália Dr. Paolo Tarony. Podemos observar:
- 1891: Antônio Banza, Elisia Capeleto, Ernesto Contarato, Francisco Contarato, Pierino Rosa, Silvestre Panciere, Vitório Capeleto

- 1892: Albina Salvadago, Antônio Capeletta, Antônio Telcolta, Carlos Napolitano, Fortunato Prin, Geovane Biral, Josefina Capeletta, Luis Frigiero, Maria Prin, Pedro Pacanhã, Rafael Napolitano, Rosa Biral, Rosa Frigiero

Esta é uma das praças mais frequentadas da cidade e conta com um excelente espaço de lazer. Os visitantes podem curtir toda a infraestrutura ao ar livre, que inclui quadras poliesportivas, pista de corrida, parques para as crianças, uma enorme área de eventos que nas sextas-feiras a noite ocorre uma feira de artesanato com barracas de comida. E no fim de tarde dar um excelente passeio em família para ver o espetáculo do pôr do sol na beira do rio cricaré.

### Culinária
Nova Venécia é um município com forte influência cultural italiana, atualmente muito valorizada, devido ao fato de nos seus primórdios ela ter sido uma colônia de imigrantes italianos no Estado. Há alguns alimentos típicos, como a polenta, por conta que parte da população tem ascendência italiana e alguns preservam seus costumes. Há forte influência também de alguns outros grupos, como pomeranos e alemães (próximo ao município vizinho de Vila Pavão a noroeste) e nordestinos. A cidade conta também com eventos em homenagens a imigração italiana, nos quais foram os fundadores da cidade, onde se pode observar uma valorização da gastronomia local, como a festa da Cappitella, da junção das palavras: Cappelletti e Tagliatella, dois pratos típicos da culinária italiana muito comum no município.

### Religião

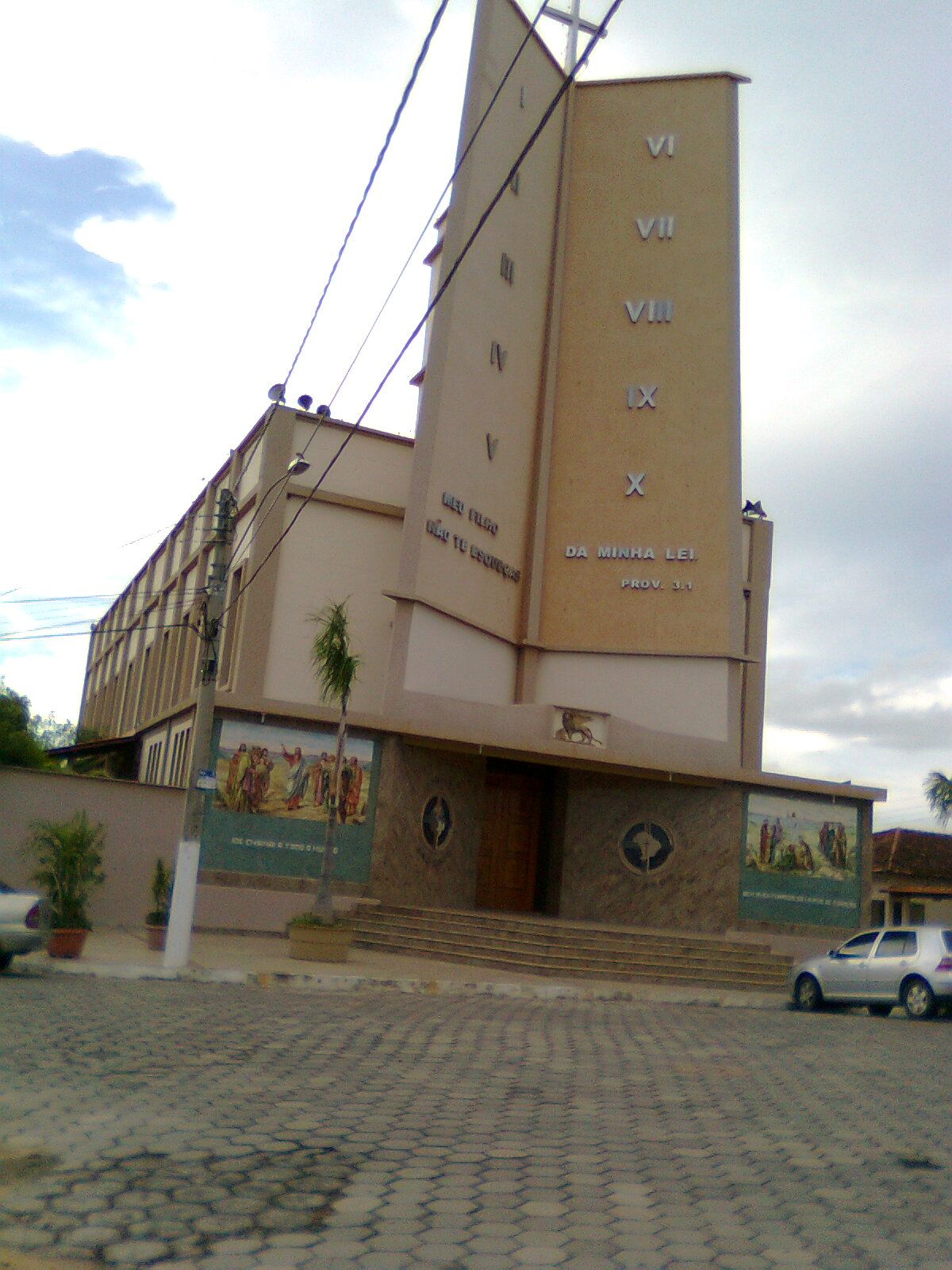
Igreja Matriz de São Marcos

A População Cristã de Nova Venécia atualmente, segundo as últimas amostragens e pesquisas em 2010, tem mais de 35% de Evangélicos, 60% de católicos (tendo São Marcos como Padroeiro) e 5% outras. 
Das denominações Evangélicas destacam-se, além da Igreja Católica em maior número, duas  igrejas Presbiterianas,  Adventista do 7° dia, Assembléia de Deus (Brasil), Igreja Batista, Igreja Congregacional.Tem a Igreja Luterana, uma que fica no Bela Vista chamada "Castelo Forte" e mais duas uma chamada "Concórdia" e a outra "Vida Nova". Além de outras inúmeras denominações pentecostais e a Igreja Cristã Maranata, com forte atuação local. Também há seguidores da Wicca (Coven Filhos de Vênus), da Umbanda, do Candomblé, do Budismo, da Doutrina Espírita, do Ateísmo e do Deísmo.

### Expressões Artísticas
A cidade de Nova Venécia, durante os anos 80 e 90 contou com GTNV, Grupo Teatral de Nova Venécia. Nos anos 2000, 2001 e 2002 com o Grupo Lauderdale, inovando a cena com espetáculos grandiosos (Amigo do Livro, Auto da Paixão - O Julgamento Final, Dois Camarões Numa Frigideira...). No final da década de 2000 com o grupo O.FORTE - Oficina de Formação Teatral, dirigido pelo premiado diretor Oscar Ferreira. Desde 2008 o gupo produziu a peça teatral "Pode Ser a Gota D'água" e o auto de natal "Presépio Vivo".
A cultura africana é representada pelo grupo de dança africana "Macambá", e a cultura italiana é representada pelo grupo de dança italiana "Bambini de Tutti Colorie".

### Esporte
Dentre os esportes praticados estão: o motociclismo off road com trilhas pela região da Pedra do Elefante em geral pelo Elefante Trail Clube, com a edição anual do Enduro do Elefante, Trekking, e futebol representado pelo Veneciano que chegou a disputar algumas edições do Campeonato Capixaba de Futebol mas encontra-se desativado da mesma forma que o Leão de São Marcos o seu arqui-rival. Desde 2021, a cidade conta um novo clube para torcer: o Nova Venécia Futebol Clube que estreou no profissional ao disputar o Campeonato Capixaba Série B 2021. Também é a cidade natal do futebolista Richarlison, que atuou pela Seleção Brasileira na Copa de 2022.
Outro esporte muito praticado é o cicloturismo, ou MTB, possui grande quantidade de adeptos que se aproveitam das trilhas e estradas de chão nos arredores da cidade.

## Turismo
A Área de Proteção Ambiental da Pedra do Elefante está situada a cerca de 10 km do centro do município, no sentido Nova Venécia a São Gabriel da Palha, medindo 2.562 hectares. O Decreto de sua criação foi publicado no Diário Oficial do Estado, em 2001. Situada em local privilegiado, possuindo um cenário invejável, oferece grande diversidade de atrativos turísticos entre eles destacam-se:
também fazem parte os inúmeros pontos turísticos que presam o capital e a economia do município como o circuito das águas caracterizado por:
Cachoeira do cravo, Pionte, Cachoeira Boa Vista (Córrego da Areia, casarão, casa de pedra, pedra do Elefante (apa), dentre inúmeros outros que fazem parte do turismo deste belíssimo município destacado também como o mais importante produtor de granito brasileira.

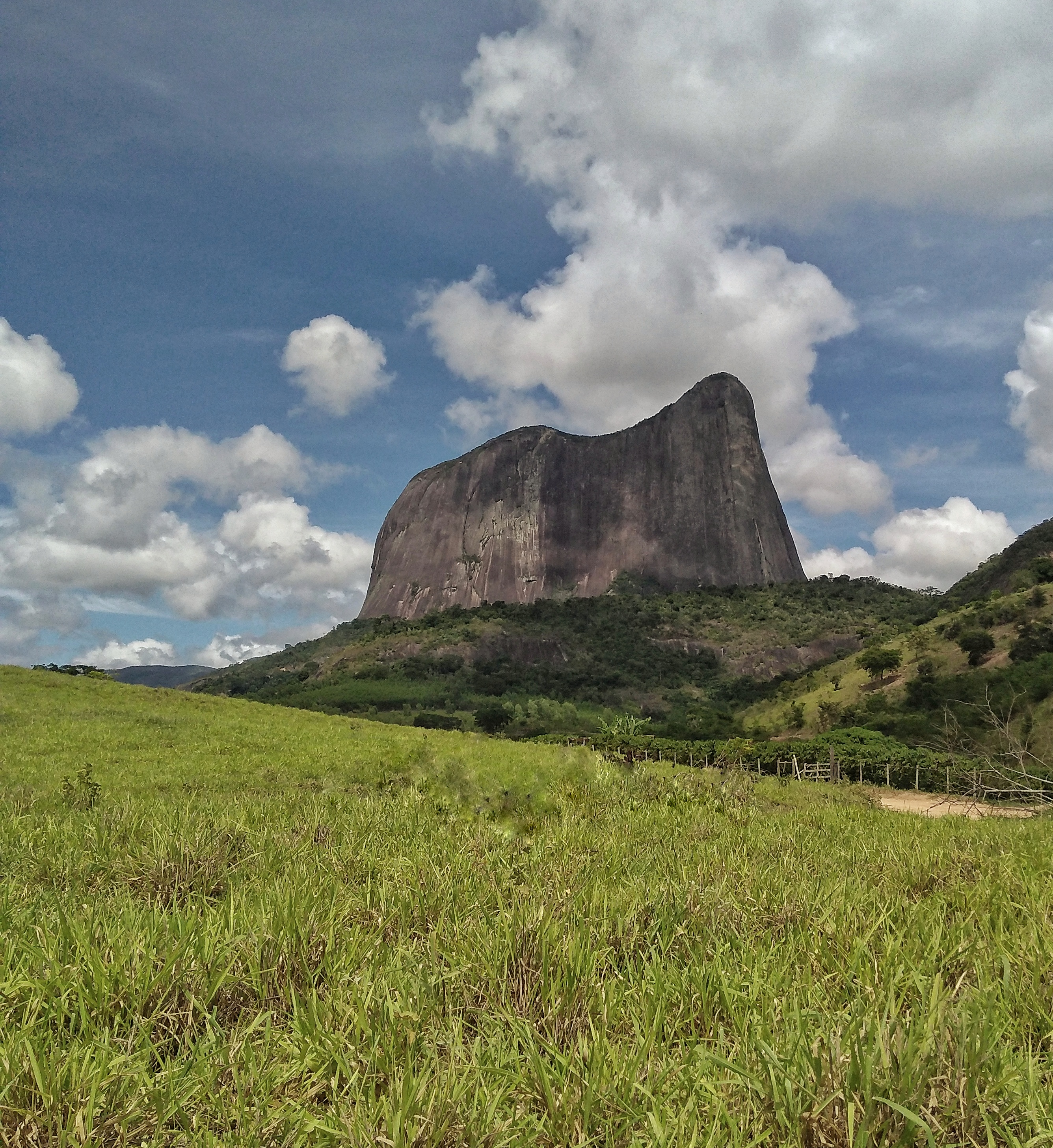
Pedra da Fortaleza

- Fauna e Flora: diversidade de plantas ornamentais, como as orquídeas e animais em fase de extinção: a preguiça de coleira, a onça parda, lagartos e saguis.
- Fazenda Santa Rita: na APA, também está localizada a Fazenda Santa Rita a qual é pioneira no sistema cama e café, o qual o turista mediante reserva desfruta de hospedagem e gastronomia típica rural. Nas dependências da Fazenda encontramos um mini-museu, o qual possui objetos referentes a passagem do desbravador Barão de Aimorés pelo município.O Assentamento Córrego Alegre, a 1 km da sede do município, é tido como exemplo nacional de Reforma Agrária que deu certo, sendo este o menor em extensão territorial, produz com abundancia.
- Gameleira: Árvore Localizada na base do Santuário Nossa Senhora Mãe dos Peregrinos, possui mais de 15 metros de altura e raízes que ultrapassam 1,80 m de altura. Sua existência ultrapassa os 100 anos de idade.
- Pedra da Fortaleza: monumento natural localizado no Distrito de Guararema. A Pedra da Fortaleza com seus 964 metros de altitude é o ponto mais alto de Nova Venécia.
- Pedra do Elefante: principal símbolo de Nova Venécia, medindo 604 metros de altitude, é um monumento paisagístico natural, tombado pelo Conselho Estadual de Cultura. Possui uma variedade de atividades turísticas: caminhadas, trilhas ecológicas, trecking, enduros, escaladas, dentre outros, movimentando um enorme fluxo de turistas.
- Santuário Nossa Senhora Mãe dos Peregrinos: é erguido sobre uma rocha com traços arquitetônicos simples, tendo a capela pertencente a comunidade veneciana, atraindo fiéis da Igreja Católica Apostólica Romana de todo o Estado.

## Associações

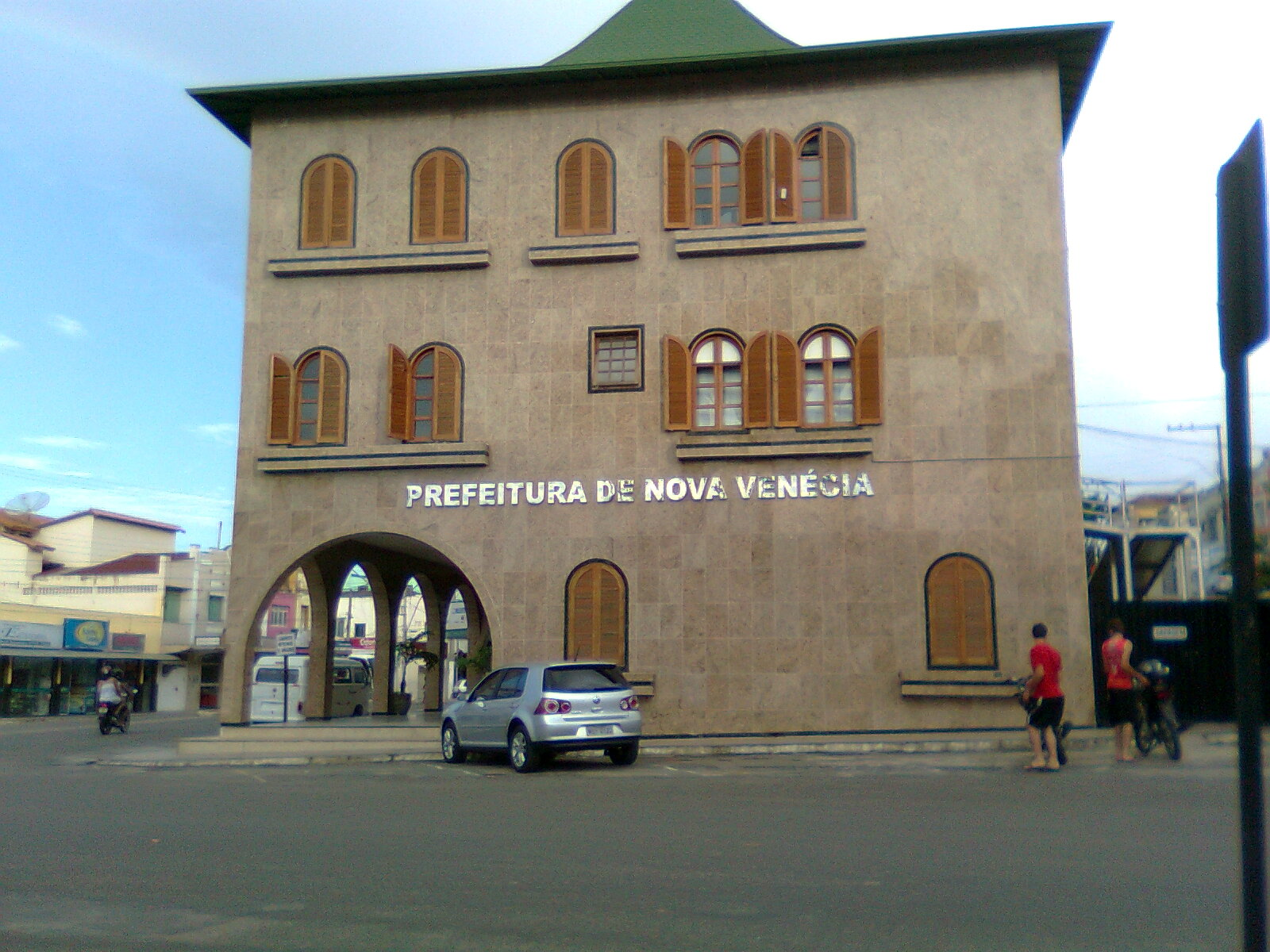
Prefeitura de Nova Venécia

- AABB - Associação Atlética do Banco do Brasil S/A
- Colina Country Club
- Lions Club de Nova Venécia
- AVECI - Associação Veneciana de Cultura Italiana
- Elefante Trail Clube